# チャップリンの替玉
『チャップリンの替玉』（The Floorwalker）は、チャーリー・チャップリンがミューチュアル社で最初に製作したサイレント映画である。1916年の作品。原題の"Floorwalker"は、「売り場監督」。別邦題に『チャップリンのエスカレーター』がある。チャップリンは百貨店の客として登場し、店の売上金を持ち逃げしようとする売り場監督と鉢合わせし、身代わりの売り場監督にされてしまう。
追いかけっこの場面は、エスカレーターで繰り広げられ、どんなに速く走っても、エスカレーターが逆送しているため人物が同じ位置に留まってしまうギャグなど、スラップスティック・コメディならではの効果が発揮されている。また本作は、エスカレーターが映画に登場した最初の作品として知られる（本作を見たマック・セネットは「なぜ今までこのエスカレーターという手を使用しなかったのか」と悔やんだという）。
百貨店の店長を演じたエリック・キャンベルは、本作がチャップリン作品における初出演であり、以後ミューチュアル社時代の作品に出演する。エドナ・パーヴァイアンスは、キャンベル演じる店長の秘書という小さな役で出演している。
（なお、本作の残存するNGシーンがドキュメンタリー『知られざるチャップリン』で紹介されている。外部リンク「Unknown Chaplin: Ep. 1 -- My Happiest Years」を参照。）

## キャスト
出典：
- 百貨店の客(放浪者)：チャーリー・チャップリン
- 百貨店の店長：エリック・キャンベル
- 店長の秘書：エドナ・パーヴァイアンス
- 売り場監督：ロイド・ベーコン
- 店員：アルバート・オースチン
- 美人の店内監視員：シャーロット・ミノー
- 探偵：トム・ネルソン
- 上品な顧客：レオ・ホワイト
- 年寄りの男：ヘンリー・バーグマン
- エレベーターボーイ：ジェームズ・T・ケリー
- 警官：ジョン・ランド、ウェズリー・ラックルス（英語版）
- 用務員：フランク・J・コールマン、
- 役名不明：スタンレー・サンドフォード（英語版）

### 日本語吹替
| 俳優                     | 日本語吹替 |
| ------------------------ | ---------- |
| チャールズ・チャップリン | 杉田智和   |
| エリック・キャンベル     | 宝亀克寿   |
| エドナ・パーヴァイアンス | 野沢雅子   |
| アルバート・オースチン   | 羽佐間道夫 |
| （ナレーター）           | 近石真介   |

- 初回放送2014年10月12日スター・チャンネル[6]

この作品はサイレント映画だが、チャップリンのデビュー100周年を記念し、日本チャップリン協会監修のもと、日本語吹替が製作された。

## 背景
チャップリンはニューヨークで、高架鉄道の駅のエスカレーターの上で一人の通行人が足を滑らせてエスカレーターに引きずられるように下に滑り落ちていくのを目撃し、そこから本作を発想したという。